# Славица Георгиев
Славица Георгиев је била југословенска и српска глумица.

## Филмографија
| Год.  | Назив                    | Улога           |
| ----- | ------------------------ | --------------- |
| 1969. | Музиканти                | Млада           |
| 1970. | Љубав на сеоски начин    |                 |
| 1970. | Хајдучија                | Јелица Раичевић |
| 1971. | Цео живот за годину дана | Кућна помоћница |
| 1973. | Наше приредбе            |                 |